# Grzegorz Palka
Grzegorz Wincenty Palka (ur. 8 maja 1950 w Łodzi, zm. 12 lipca 1996 w Złotnikach) – polski samorządowiec, działacz opozycji w okresie PRL, prezydent Łodzi (1990–1994), przewodniczący Rady Miejskiej w Łodzi (1994–1996).

## Życiorys
Ukończył studia na Wydziale Chemicznym Politechniki Łódzkiej. Był pracownikiem naukowym tej uczelni w Instytucie Barwników (do 1983) i Instytucie Włókien Chemicznych (od 1985).
W 1980 wstąpił do „Solidarności”, wszedł w skład prezydium Komisji Krajowej związku. Po wprowadzeniu stanu wojennego 13 grudnia 1981 został internowany, rok później tymczasowo aresztowany. Zwolniono go w połowie 1984 w związku z amnestią.
W 1989 znalazł się wśród założycieli Zjednoczenia Chrześcijańsko-Narodowego, pełnił funkcję prezesa zarządu regionalnego tego ugrupowania. Współtworzył także Łódzkie Porozumienie Obywatelskie. W 1990 został wiceprezydentem Łodzi. W tym samym roku objął urząd prezydenta tego miasta, który zajmował do 1994. Później stanął na czele Rady Miejskiej w Łodzi.
Zginął 12 lipca 1996 w wypadku samochodowym w Złotnikach koło Poddębic; w wypadku tym poniósł śmierć również jego syn Dominik. Pochowany w alei zasłużonych na cmentarzu komunalnym Doły (kwatera XXVIII, rząd 16, grób 16).

## Odznaczenia, wyróżnienia i upamiętnienie
Zarządzeniem prezydenta RP na uchodźstwie Ryszarda Kaczorowskiego w 1990 został odznaczony Krzyżem Kawalerskim Orderu Odrodzenia Polski. Pośmiertnie odznaczony Krzyżem Komandorskim z Gwiazdą Orderu Odrodzenia Polski (w 2006 przez prezydenta RP Lecha Kaczyńskiego) oraz Krzyżem Wolności i Solidarności (w 2017 przez prezydenta RP Andrzeja Dudę), a także wyróżniony Medalem za Zasługi w Walce o Niepodległość Polski i Prawa Człowieka 13 XII 1981 – 4 VI 1989 (2001).
W 1997 stowarzyszenie Liga Krajowa ustanowiło nagrodę jego imienia przyznawaną za działalność samorządową. W 2007 część ulicy Strykowskiej w Łodzi (ok. 1,5 km od ronda Solidarności do ulicy Wojska Polskiego) przemianowano na aleję Grzegorza Palki.